# Castell de Castissent
El  Castell de Castissent (Castell Sent, en documents antics), és un castell medieval, d'època romànica, del poble de Castissent, a Tremp (Pallars Jussà), i un jaciment arqueològic declarat Bé cultural d'interès local.
Està situat al nord-oest de la plataforma on es drecen també l'església parroquial i el cementiri del poble.
Castissent pertany actualment al municipi de Tremp, i prové de l'antic terme de Fígols de Tremp. És a la comarca del Pallars Jussà.
És un castell molt ben situat damunt de la vall de la Noguera Ribagorçana, ja que en domina tota la riba esquerra del Pont de Montanyana en avall.

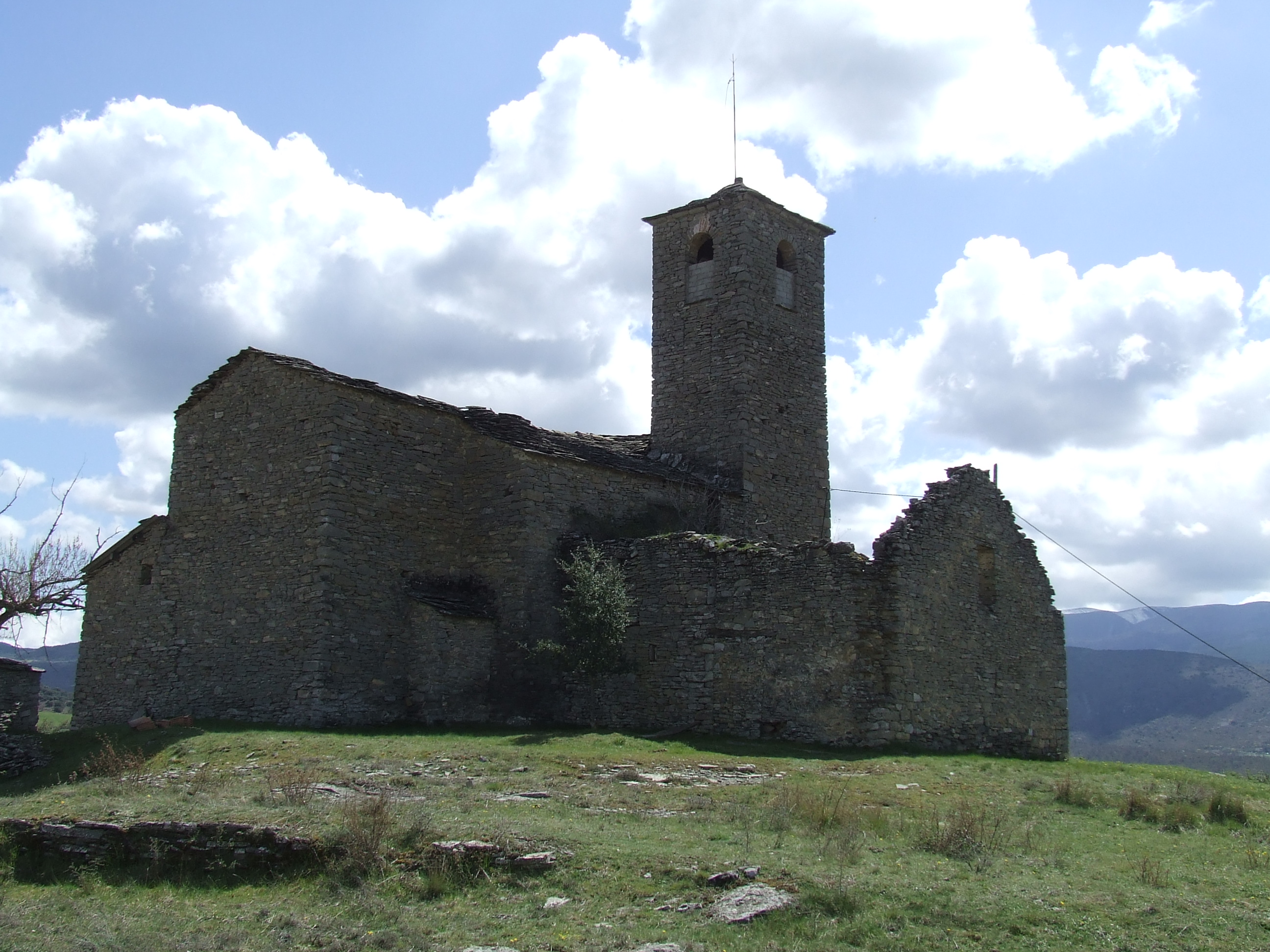
Les poquíssimes restes del castell, esparses pel pla i en part a l'església

El castell d'en Sanç, que és d'on prové el topònim Castissent, fou un dels punts forts de què s'apoderaren els sarraïns el 904, en la seva incursió en el Pallars. El comte Ramon I, primer comte independent de Pallars-Ribagorça, lluità contra ells i conquerí aquest castell, alliberant el seu fill Isarn, que era presoner dels enemics. El 1077 encara consta en poder del comte, Ramon VI de Pallars Jussà i la seva muller Valença, i als voltants del castell de situaven els principals alous amb què fou dotada l'església de Santa Maria de Valldeflors de Tremp.
El comte Arnau Mir feu testament el 1171, i hi deixà tot el seu comtat a la Comanda de Susterris llevat, precisament, dels castells d'Areny, Montanyana, Castigaleu i Castissent, que quedaven en poder de la seva esposa, Òria d'Entença.
El 1179, el comte-rei Pere el Cerimoniós vengué aquest castell al comte Alfons de Riba-roja i Dénia. El 1831 el castell consta com a possessió del Marquès de Pallars.